# Новый Бахтемир
Новый Бахтемир — село в Кизлярском районе Дагестана. Входит в состав Крайновского сельсовета.

## Географическое положение
Населённый пункт расположен на берегу Кизлярского залива, в 19 км к северо-западу от центра сельского поселения — Крайновка и в 54 км к северо-востоку от города Кизляр.

## История
Образовано в 1892 году переселенцами из Центральных губерний Российской империи, как хутор Чернозубовых, позже ставшим селом Чернозубовка.

## Население
| 1914 | 1926 | 1970 | 1989 | 2002 | 2010 | 2021 |
| ---- | ---- | ---- | ---- | ---- | ---- | ---- |
| 164  | ↗174 | ↘150 | ↘64  | ↘27  | ↗45  | ↗86  |

Национальный состав
По данным Всесоюзной переписи населения 1926 года:
| № | Национальность | Численность, чел. | Доля |
| - | -------------- | ----------------- | ---- |
| 1 | русские        | 170               | 98 % |
| 2 | немцы          | 2                 | 1 %  |
| 3 | аварцы         | 2                 | 1 %  |

По результатам Всероссийской переписи населения 2010 года:
| № | Национальность | Численность, чел. | Доля   |
| - | -------------- | ----------------- | ------ |
| 1 | аварцы         | 37                | 82,2 % |
| 2 | другие         | 8                 | 17,8 % |

По данным Всероссийской переписи населения 2010 года, в селе проживало 45 человек (30 мужчин и 15 женщин).